# شاشالاكا أبيض البطن
شاشالاكا أبيض البطن (الاسم العلمي:Ortalis leucogastra) هو نوع من الطيور يتبع جنس الشاشالاكا من فصيلة القرازية.